# Maurice Verdeun
Maurice Verdeun (ur. 2 lutego 1929 w Bordeaux zm. 13 października 2014 w Bordeaux – francuski kolarz torowy, złoty medalista mistrzostw świata.

## Kariera
Największy sukces w karierze Maurice Verdeun osiągnął w 1950 roku, kiedy zwyciężył w sprincie indywidualnym amatorów podczas torowych mistrzostw świata w Liège. W zawodach tych bezpośrednio wyprzedził swego rodaka Pierre'a Evena oraz Holendra Johannesa Hijzelendoorna. Był to jedyny medal wywalczony przez Verdeuna na międzynarodowej imprezie tej rangi. Kilkakrotnie zdobywał medale torowych mistrzostw Francji, w tym złoty w sprincie w 1950 roku. Nigdy nie wystąpił na igrzyskach olimpijskich.